# Всероссийский институт повышения квалификации сотрудников МВД России
Всероссийский институт повышения квалификации сотрудников МВД России — высшее военно-учебное заведение, основанное 21 января 1964 года, осуществлявшее подготовку, переподготовку и повышение квалификации руководящих кадров Министерства внутренних дел Российской Федерации.
День годового праздника — 21 января.

## Основная история
21 января 1964 года Постановлением Совета Министров РСФСР был создан Учебно-технический пункт для повышения квалификации руководящих и инженерно-технических кадров для системы исправительно-трудовых учреждений Министерства внутренних дел СССР.
6 июня 1967 года Постановлением Совет Министров СССР № 515 и приказом начальника Главного управления исправительно-трудовых учреждений Министерства внутренних дел СССР № 0639 от 28 ноября 1972 года Учебно-технический пункт ГУИТУ МВД СССР был преобразован в Институт повышения квалификации руководящих работников  исправительно-трудовых учреждений МВД СССР. В 1976 году Институт повышения квалификации был переименован во Всесоюзный институт повышения квалификации руководящих работников исправительно-трудовых учреждений МВД СССР.
23 сентября 1991 года Всесоюзный институт повышения квалификации руководящих работников исправительно-трудовых учреждений МВД СССР был преобразован во Всесоюзный институт повышения квалификации работников органов внутренних дел МВД СССР и начал структурно входить в Главное управление по работе с личным составом МВД СССР.
С 1992 года Всесоюзный институт повышения квалификации работников органов внутренних дел МВД СССР был переименован в Всероссийский институт повышения квалификации сотрудников МВД РФ и начал структурно входить в Департамент государственной службы и кадров Министерства внутренних дел Российской Федерации, в институте начали проходить подготовку и переподготовку руководящие и оперативные сотрудники органов внутренних дел в системе МВД России. 30 ноября 2006 года Всероссийскому институту повышения квалификации сотрудников МВД РФ был вручен штандарт учебного заведения и Грамота Президента Российской Федерации.
Структура института включает в себя шесть учебных центров, тринадцать общеинститутских кафедр по различным спецдисциплинам, была создана адъюнктура, в состав института начали входить три филиала в городах Набережные Челны, Брянск и Пенза, имел так же филиалы в городах Обнинск, Ижевск, Киров и Томск. Каждый год в системе обучения ВИПК МВД проходят подготовку и переподготовку свыше одиннадцати тысяч сотрудников МВД России, а так же сотрудники из  таких ведомств как ФСБ, ФТС и ФМС, проводя обучение по более чем ста семидесяти категорий должностей. 23 июня 2006 года ВИПК МВД РФ на основании Постановления Совета коллективной безопасности ОДКБ становится основным учебным заведением ДПО у правоохранительных и силовых органов ОДКБ в области миротворческой деятельности, противодействия организованной преступности, экстремизма и терроризма, незаконному обороту наркотиков и миграции, каждый год в институте проходит обучение до пятисот иностранных сотрудников специальных служб и правоохранительных органов.

## Структура

### Кафедры
- Кафедра кадрового обеспечения и управления персоналом в органах внутренних дел
- Кафедра психолого-педагогического и медицинского обеспечения деятельности органов внутренних дел
- Кафедра оперативно-розыскной деятельности ОВД
- Кафедра противодействия незаконному обороту наркотиков
- Кафедра оперативно-технических мероприятий органов внутренних дел
- Кафедра международного полицейского сотрудничества и борьбы с преступностью по каналам Интерпола
- Кафедра огневой и физической подготовки
- Кафедра противодействия терроризму и экстремизму
- Кафедра тактико-специальной подготовки и оперативного планирования
- Кафедра подготовки сотрудников полиции для подразделений по охране общественного порядка и подразделений по вопросам миграции
- Кафедра подготовки сотрудников полиции в сфере транспортной безопасности
- Кафедра подготовки специалистов для подразделений специальной связи
- Кафедра защиты государственной тайны

### Филиал
- Филиал ВИПК МВД России в городе Брянск

В каждом филиале имеются по три кафедры:
- Кафедра специальных дисциплин
- Кафедра общеправовых дисциплин
- Кафедра огневой, физической и тактико-специальной подготовки

## Руководители
- 1964—1968 — полковник Ф. Г. Канцарин
- 1968—1970 — полковник М. М. Потапов
- 1970—1972 — полковник В. И. Минаков
- 1972—1985 — генерал-майор внутренней службы Г. Г. Шайдаев
- 1985—1988 — полковник Ю. Г. Стрельников
- 1988—1991 — генерал-майор В. А. Соколов
- 1991—1994 — генерал-лейтенант внутренней службы Н. И. Демидов
- 1994—2005 — генерал-майор Н. А. Гудков
- 2005—2008 — генерал-майор милиции Ю. Н. Демидов
- 2008—2011 — генерал-полковник милиции Н. А. Овчинников
- 2011—2012 — полковник полиции А. И. Арестов (врио)
- 2012—2013 — генерал-полковник полиции Ю. А. Коков
- 2014—2017 — генерал-лейтенант полиции Ю. Н. Демидов
- 2017—2018 — генерал-лейтенант полиции А. Н. Мошков
- 2018—2020 — полковник полиции И. В. Бондарь
- с 2021 по н.в. — генерал-майор полиции А. А. Скивтерист